# デービス・シンフォニーホール
デービス・シンフォニーホール（Louise M. Davies Symphony Hall）は、カリフォルニア州サンフランシスコ市にあるコンサートホール。サンフランシスコ交響楽団の本拠地である。1980年にオープンした。サンフランシスコ・ウォーメモリアル舞台芸術センターの一部を構成する。

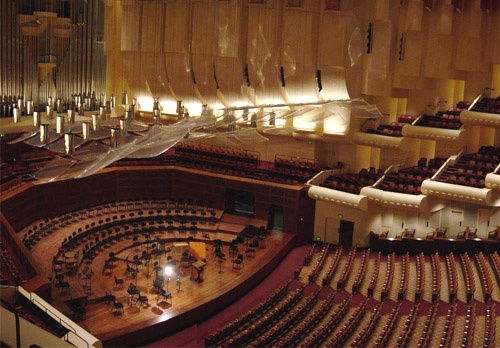
デービス・シンフォニーホール
（ホール内観）

## 音響
1980年のオープン以来、このホールの音響には批判が集まった。そのため、1992年夏に音響改修工事が行われた。
1992年の改修では、ステージ上にコンピューター制御の59枚の強化プラスチック製の音響反射板が設置され、演奏グループの規模によって設定を変更することができる。
1995年よりサンフランシスコ交響楽団の音楽監督を務めるマイケル・ティルソン・トーマスは、この設定も調整し、彼のマーラーの6番の設定も存在する。